# Caralluma truncatocoronata
Caralluma truncatocoronata là một loài thực vật có hoa trong họ La bố ma. Loài này được (Sedgw.) Gravely & Mayur. mô tả khoa học đầu tiên năm 1931.